# Chatsworth-ház
A Chatsworth-ház angol kúria a Cavendish család birtokában. A kúria a Derwent folyó partján áll, 5,6 kilométerre Bakewelltől és 14 kilométerre Chesterfieldtől, Derbyshire megyében. A kúriához hatalmas kert tartozik. A házban számos festmény és neoklasszikus szobor található. A Chatsworth-ház a Devonshire hercegek székhelye. Számos alkalommal választották meg Anglia kedvenc vidéki házának. Chatsworth műemlékekben gazdag történelmi épület, amely Jane Austen Büszkeség és balítéletétől a legújabb filmekig számtalan helyen felbukkant.

## Építészet
A Chatsworth-ház egy Tudor-kori kúria helyére épült, aminek déli részét William Talman épített újra William Cavendish, Devonshire 1. hercege. Az elkészült ház az angol barokk elterjedésében nagy szerepet játszott. Az északi és nyugati rész valószínűleg Thomas Archer műve lehet. A nyugati rész több kővésetet is tartalmaz, de legnehezebb az északi oldal elkészítése volt a ház aszimmetriája miatt.
Amikor William Cavendish, Devonshire 6. hercege kibővítette a házat, ezzel megduplázva méretét, a teljes nyugati oldalt újra kellett építeni. A hatodik herceg szintén építtetett három kaput a ház végében, amelyek közül a középső az északi bejárathoz, az északi kapu a kertbe, a déli kapu pedig az eredeti északi oldali bejárathoz vezetett. Az első herceg által építtetett kerítés ma már csak romokban található meg.

### Belsőépítészet

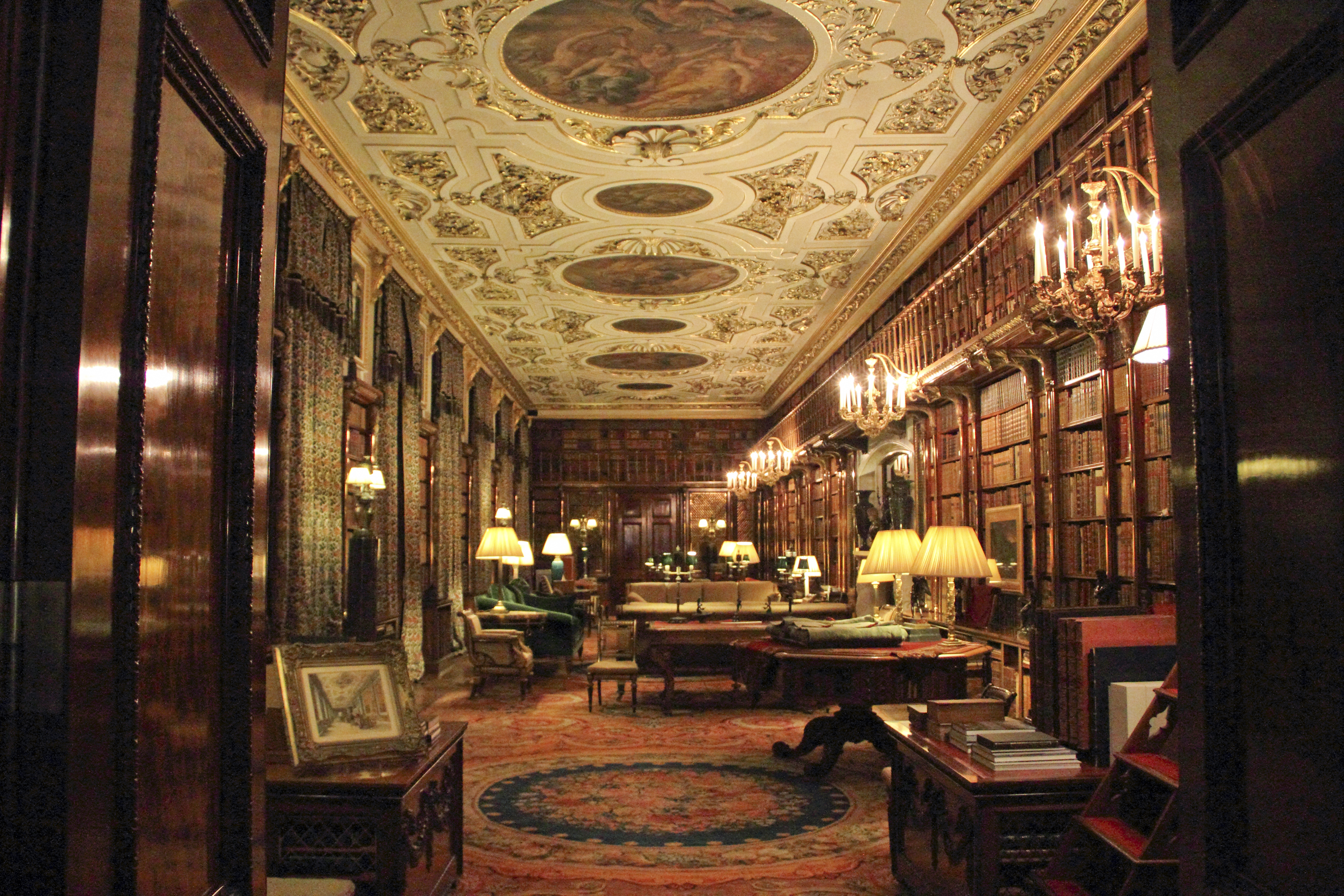
Szoba a Chatsworth-házban

A ház legtöbb szobája egy bizonyos művészeti kort tükröz, és a mindenkori tulajdonosok próbáltak a belső térnek egyedi kinézetet adni.
Az első herceg készítette azt a barokk stílusú szobát, amelyet az uralkodó egy soha be nem következett látogatására készítettek. A szobában több festmény is helyet kapott, mint például a Caius Iulius Caesar meggyilkolását ábrázoló kép. A szobába vezető lépcső is úgy lett kialakítva, hogy jelezze, meddig mehet valaki a király és királynő jelenlétében.
1686-ban az első herceg idején átrendezték a családi szobákat, és a mai State Apartments épült a helyén. A herceg olyan élvezetesnek találta az építést, hogy hamarosan a Painted Hallt is átalakította.
Viktória királynő idején a hatodik herceg gondolkodott a szobák lerombolásán, de végül családja örökségének megőrzése mellett döntött. A szobákat 2010-ben újra berendezték, hogy eredeti állapotukra hasonlítsanak.
Az 1760-as években a konyhát a Belépő szobává alakították át, és a hátsó lépcsőket a Festmény szobává. Az ötödik herceg is alakított át néhány személyes szobát, de csupán a válaszfalakat mozgatták.
A hatodik herceg sokat változtatott a házon, hogy az megfeleljen rangjának és idejének is. A herceg kialakított egy könyvtárat, és felmenői képeit akasztotta ki a lépcsőházban. Szintén átalakította a ház belső közlekedését, és az egyéni (a vendégszobáéhoz tartozó) nappalikat egy nagy nappalivá alakította át. A herceg több tudományos könyvet is birtokolt, és saját mellék-könyvtára volt a személyes gyűjteményének. Ebben a könyvtárban úgynevezett egyrétegű ablakokat helyeztek el. Az északi szárny földszintjén a szolgák szobái kaptak helyet. Az északi toronyban található meg Sculpture Hall és a későbbi Belvedere szoba, ami színház lett a nyolcadik herceg idején.
Chatsworthnek körülbelül 126 szobája van, amiből száz nem látogatható. A ház kialakítása tökéletesen megengedi a családnak, hogy ott éljenek még akkor is, amikor a ház nyitva van. A család szobái a déli rész földszintjén találhatóak meg.

## Kert és a tájkép
A kert 0,42 km2-en terül el és 405 évig tartott kialakítani. Közel három kilométer hosszú kerítés veszi körül és a parkot körülvevő terület körülbelül 4 km2-nyi területet foglal. Körülbelül húsz kertész gondoskodik a növényekről. Az évi átlagos csapadékmennyiség 855 milliliter, 1160 óra napsütésre lehet számítani.
Az eredeti kertet Sir William Cavendish (1505-1557) és felesége Bess of Hardwick építtették 1555-ben. Déli részén tavacskák és szökőkutak ékesítették a kertet. Egyik látványossága egy kőtorony, Queen Mary’s Bower, amelyet Mária királynő itt tartózkodása idején építettek. Ez a torony ma már nem a kert, hanem a park részét képezi. Kevés a bizonyíték arra, hogy Bess halála után is történtek építési munkák a kertben.

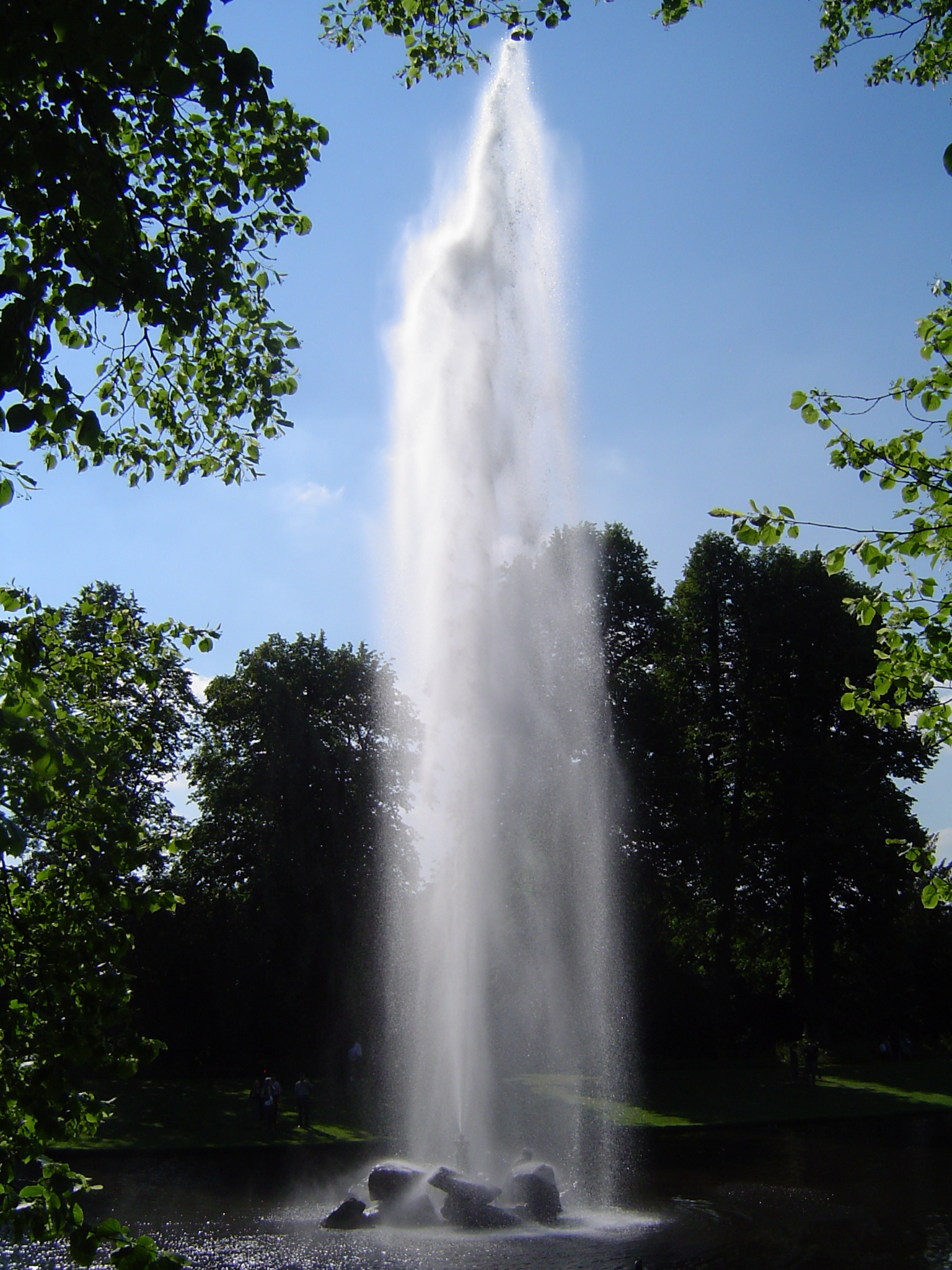
Az orosz cár tiszteletére épített Emperor Fountain

Devonshire első hercege a házat és kertet is újjáépítette klasszikus stílusban. A herceg volt az egyik első angol nemes, aki felismerte a kertek fontosságát. Az első herceg által építtetett legfontosabb kertrészek:
- The Cascade and Cascade House: 24 kőlépcsőn lefutó vízesés; minden lépcső egy kicsit más, hogy különböző hangot adjon ki, amikor a víz lefut róla.
- Canal Pond: négyszögletes tó a háztól délre
- Seahorse Fountain: a ház és a Canal Pond között található, kör alakú tó
- Willow Tree Fountain: Egy fűzfa alakú kút, amit úgy terveztek, hogy vizet spricceljen az arra járókra.
- First Duke’s Greenhouse: el kellett mozdítani eredeti helyéről
- Flora’s Temple: 1685-ben épült klasszikus stílusú templom. Tartalmaz egy szobrot Floráról, Gaius Gabriel Cipper művét.
- West Garden: a család magánkertje

Lancelot Brown építette át a kertet, hogy a kor divatos naturalista képét kapja meg a negyedik herceg idejében. Ez az átalakítás adta meg a kertek ma is jellegzetes kinézetét.
A következő nagy átalakítás 1811 után tizenöt évvel következett be, a hatodik herceg idejében. A munkálatokat Joseph Paxton főkertész végezte, akinek munkássága alakította leginkább a kertek mai képét. Legfontosabb munkái Chatsworthben:
- Rock Garden and Strid: 1842-ben építették a herceg Alpok-béli látogatásának emlékére. A legmagasabb kőépítmény 14 méter magas és egy vízesés folyik le belőle.
- Pinetum: 1830 és 1831 között telepítették be több, Angliában alig ismert növényfajjal
- Cole Hole and Tunnel
- Arborétum
- The Great Conservatory: 1920-ban végleg lerombolták a fenntartás magas költségei miatt.
- The Case, eredetileg a Conservative Wall nevet viselte
- Emperor Fountain: 1844-ben I. Miklós orosz cár angliai látogatása idején tervezett megállni Chatsworth-nél is. Erre az alkalomra építették meg a világ legmagasabbra futó szökőkútját, ami a 90 m-t is elérheti. Manapság csak ritkán éri el teljes magasságát, de időnként lehet ezt is látni.[3]

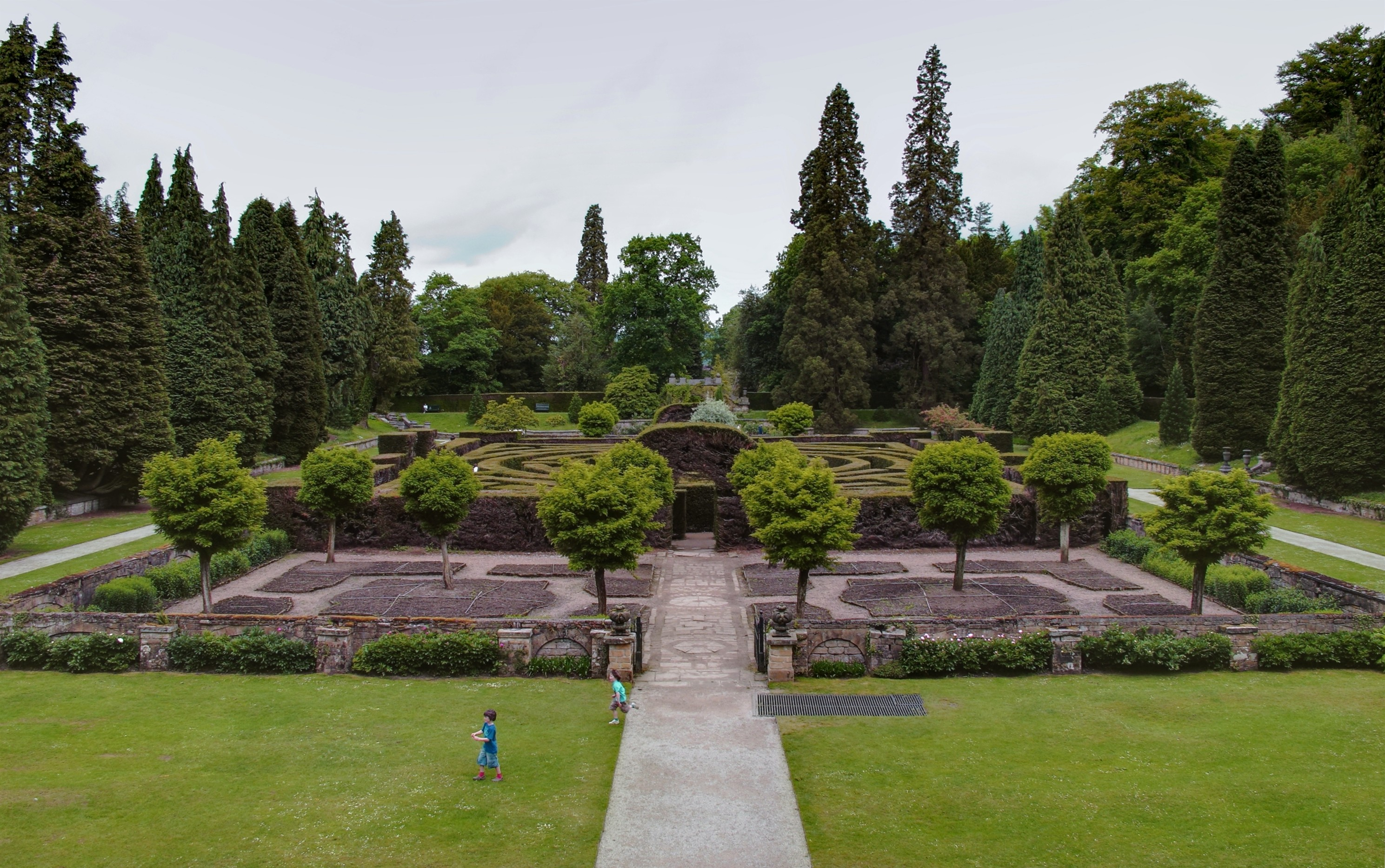
Chatsworth útvesztője

A hetedik és a nyolcadik herceg nem változtatott a kerten, inkább a növényvilág fenntartására helyezték a hangsúlyt. A kertben a legnagyobb változást a két világháború hozta. A legnagyobb veszteség a Great Conservatory volt. A kertek néhány 20. századi látványossága:
- Cottage garden
- Display Greenhouse
- Kitchen garden
- Maze
- Quebec
- Rose Garden
- Sensory Garden
- Serpentine Hedge
- Summer House
- Golden Grove
- Azálea völgy és a szakadék

## Park, erdők és a farm

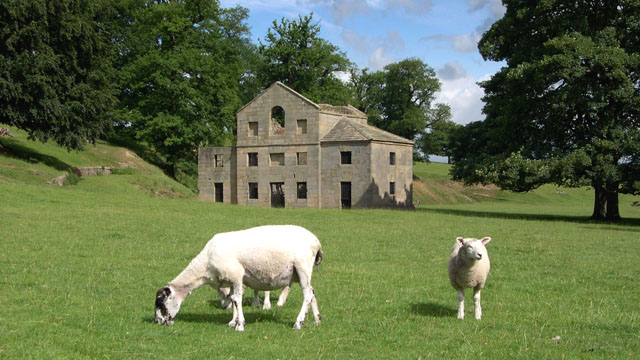
A Corn Mill előtt elterülő park egy részlete

A 4,05 km2-en elterülő parkot nagy részben Lancelot Brown tervezte az 1760-as években. A parkot egy 15 kilométer hosszú kerítés veszi körül, és többfajta állat is legel a területen, többek között szarvasmarha és juh. A park mai kinézetének kialakításban olyan tervezők vettek részt, mint George London; William Kent; Lancelot Brown; Sir Jeffry Wyatville és Sir Joseph Paxton.
1750 és 1780 között Lancelot Brown ültette tele a parkot fákkal, többnyire dombokon, de a középső területnek megpróbálta megőrizni természetes kinézetét..
A tizennyolcadik században James Pain építész több épületet is tervezett a parkba. Chatsworth vizekben gazdag terület és a tavak összesen 80 millió liter vizet tárolnak, a természetes ökoszisztémát csak az Emperor Fountain megépítésekor zavarták meg.

## Története
Sir William Cavendish 1547-ben vette feleségül Elisabeth Talbotot, és közösen vették meg azt a kúriát, ami a későbbi Chatsworth-házzá vált. Férje halála után Elisabeth többször is újraházasodott, utolsó férje I. Mária skót királynő őre volt. Mária volt szálláshelyét még mindig Queen of Scots Apartmentsnek hívják. Bess maga a Hardwick Hallt építette, ahol több Erzsébet kori mű is megtalálható. William Cavendish, Devonshire első grófja hatalmas vagyon örököse volt, és több pozíciót is betöltött a parlamentben. A második gróf magántanára a filozófus Thomas Hobbs volt, és a herceg I. Károly személyes jó barátjává vált. Halála után nagymértékű adósságot hagyott maga után. A harmadik gróf a polgárháborúban a király oldalán állt, és csak a monarchia restaurációja idején tudott otthonába visszatérni, amit a háború folyamán többször is elfoglaltak. Mire a negyedik gróf és egyben első herceg megörökölte birtokait, már híressé vált, és maga Horace Walpole is írt róla. Egyike volt azoknak, akik aláírták Orániai Vilmos meghívó levelét. A második herceg, habár jelentős átalakítást nem tett a házon, de festménygyűjteménye híressé tette. A harmadik herceg politikailag aktív életet élt. Az életében bekövetkezett tűz miatt Chatsworth jelentős részét át kellett építeni. A munkálatokat William Kent végezte.
A negyedik herceg jelentős változtatásokat hajtott végre mind az épületben, mind a kertben. Az ötödik devonshire-i herceg híres volt magánéletéről és Lady Georgina Spencerrel és Lady Elisabeth Fosterrel való házasságáról. Életében minden hónapban egyszer Chatsworthben vacsorát szolgáltak fel a házban minden látogatónak. A herceg fő lakhelye Londonban volt. A hatodik herceg soha nem házasodott meg, de 47 évet töltött Chatsworth javítgatásával, hatalmas összegeket költve rá. Neki köszönhető a ház hatalmas szoborgyűjteménye is, emellett ő alkalmazta Joseph Paxtont is.
A hetedik és nyolcadik herceg életében Chatsworth keveset változott, és a későbbi örökösök is a ház megóvására koncentráltak.

## Megjelenése filmekben, könyvekben
- Büszkeség és balítélet (1813): a ház egyike azoknak, amelyeket Elizabeth Bennet meglátogat .
- Barry Lyndon (1975):
- Büszkeség és balítélet (2005): a filmben Chatsworth Mr. Darcy házaként jelenik meg, és a Mr. Darcyt játszó színészről készült szobrot még mindig a házban őrzik.
- A hercegnő (2008): A film Georgana Spencer, a hatodik devonshire-i herceg feleségének életét dolgozza fel, és eredeti helyszíneken forgatták.
- Farkasember (2009):[4]  A filmben Chatsworth Anthony Hopkins karakterének otthona, Talbot Hall.
- Death Comes to Pemberley (2013):[5] A nagy sikerű regényen alapuló minisorozatban Chatsworth újra mint Pemberley tűnik fel.

## Képgaléria

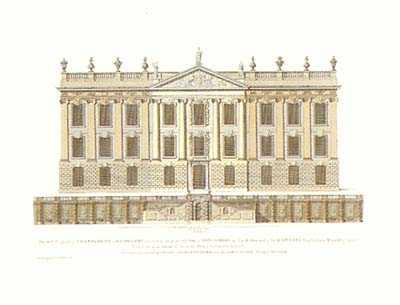
Chatsworth nyugati oldala
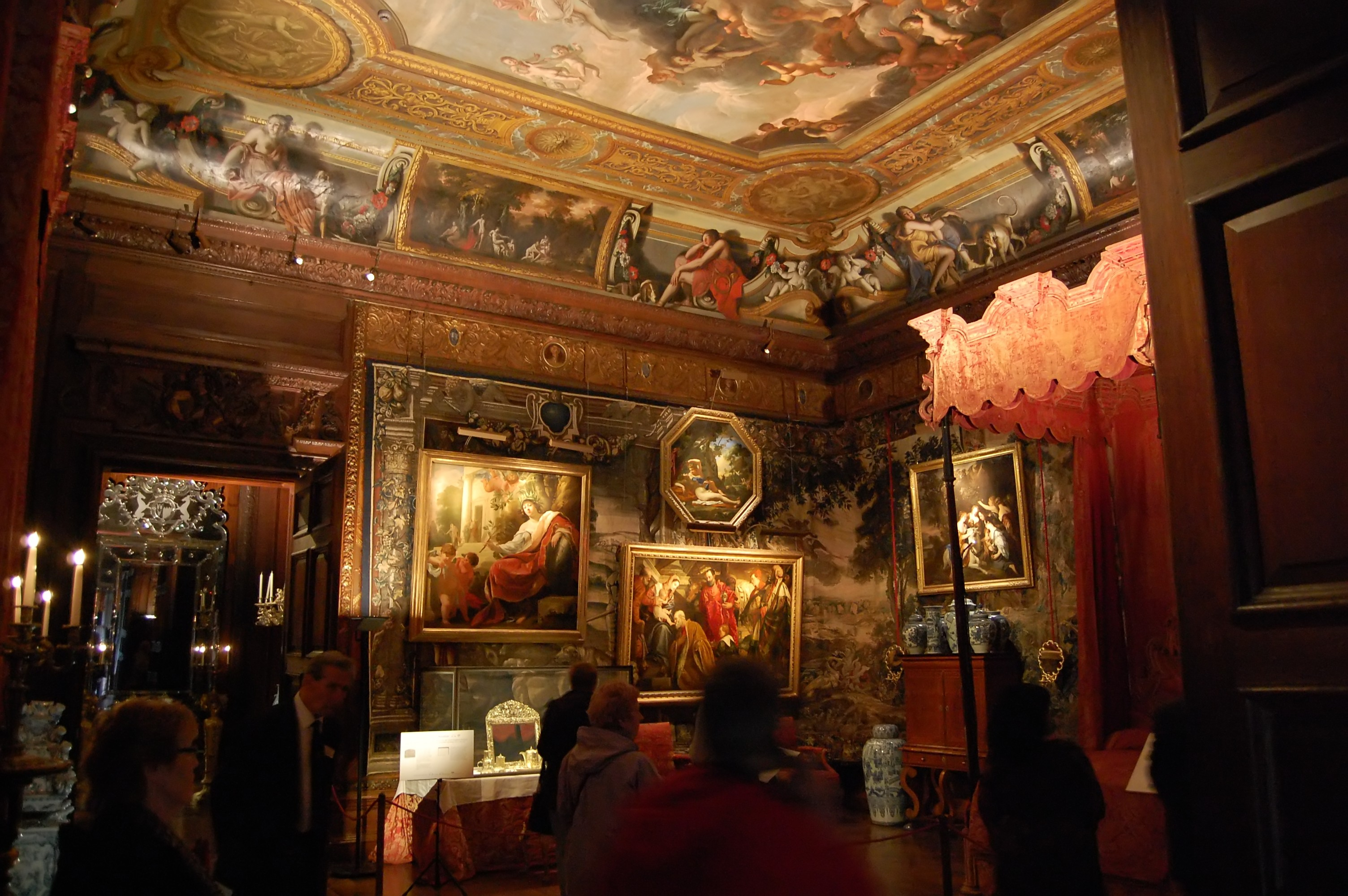
Chatsworth egyik szobája
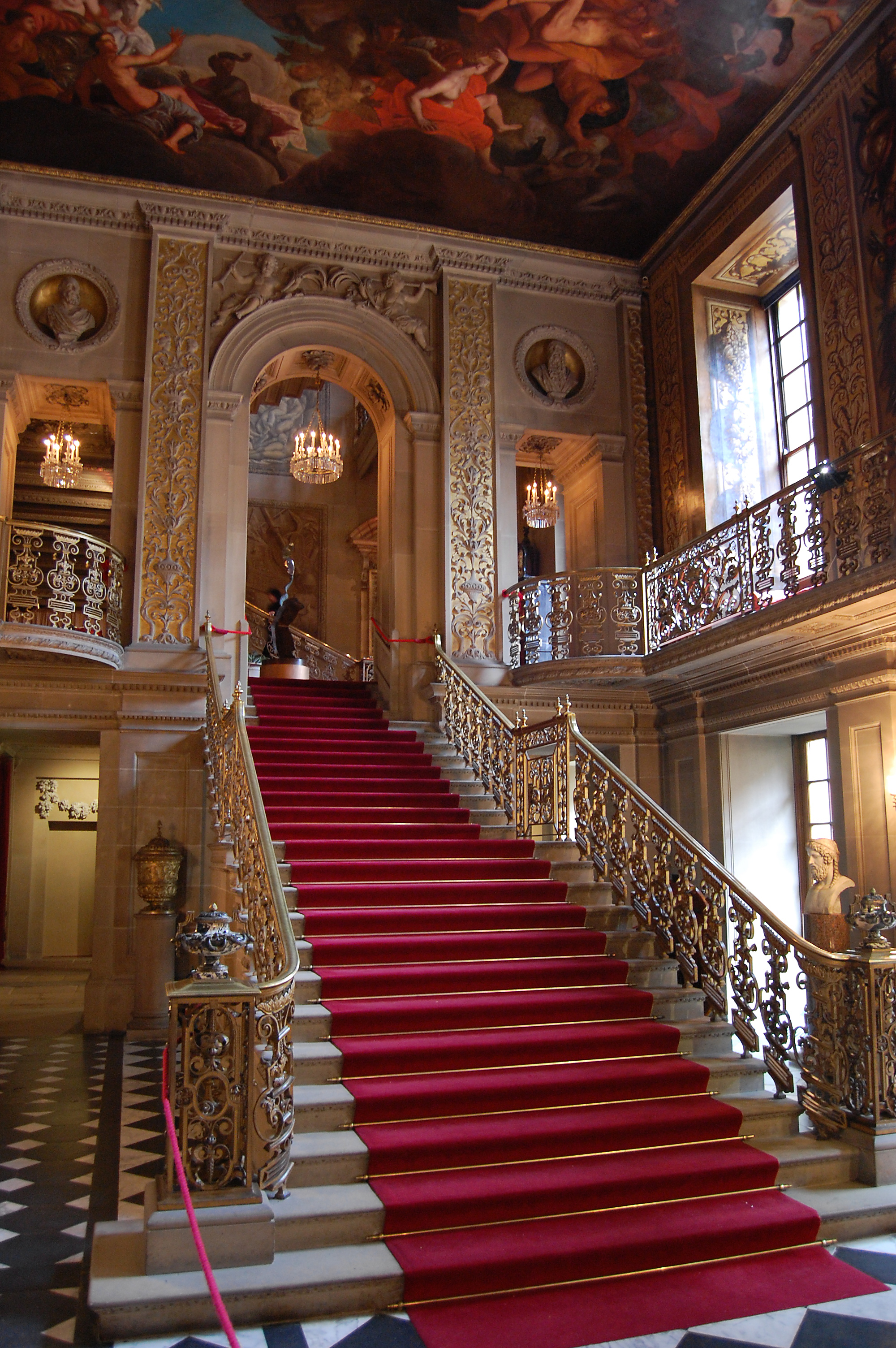
Chatsworth egyik lépcsője
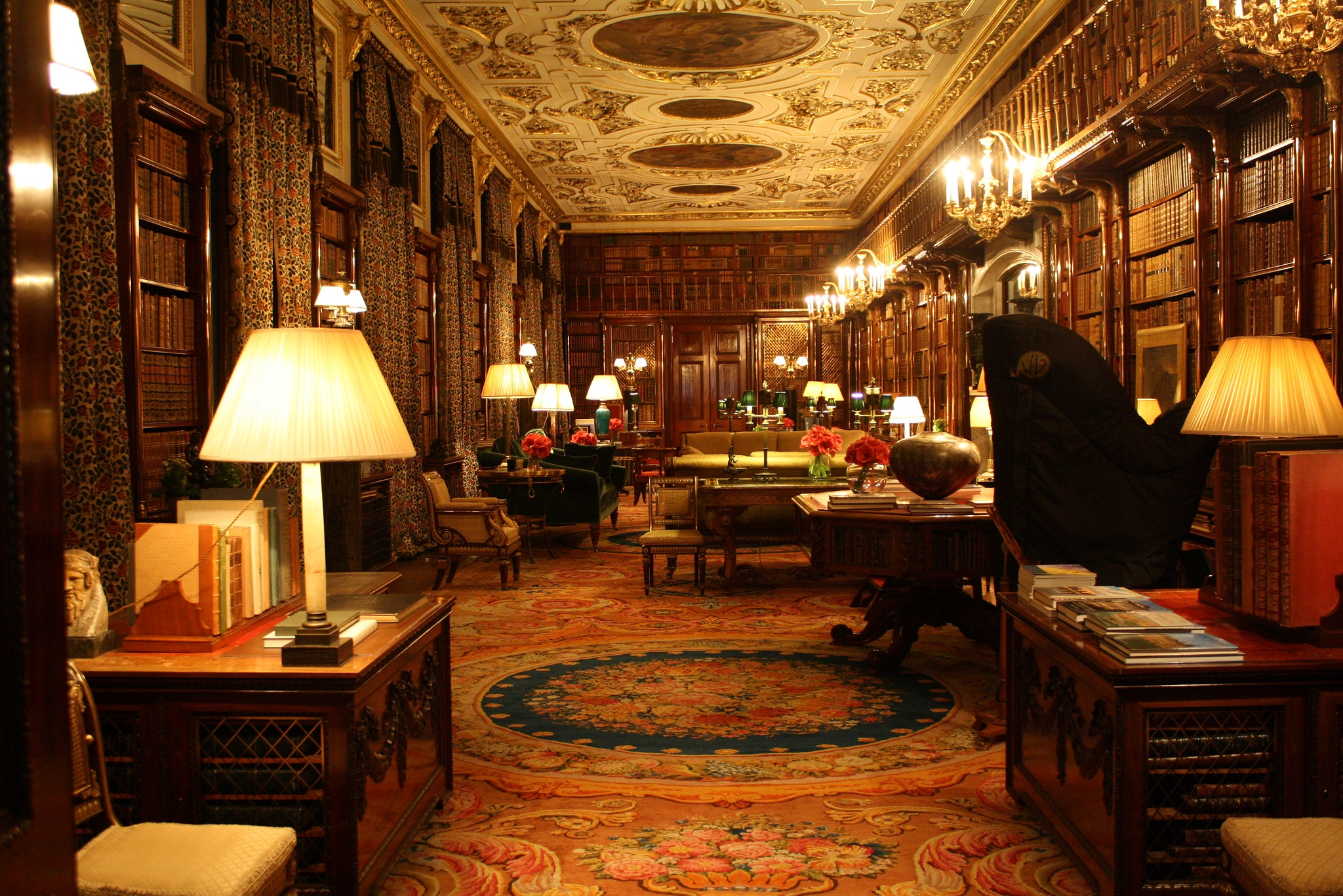
Könyvtár
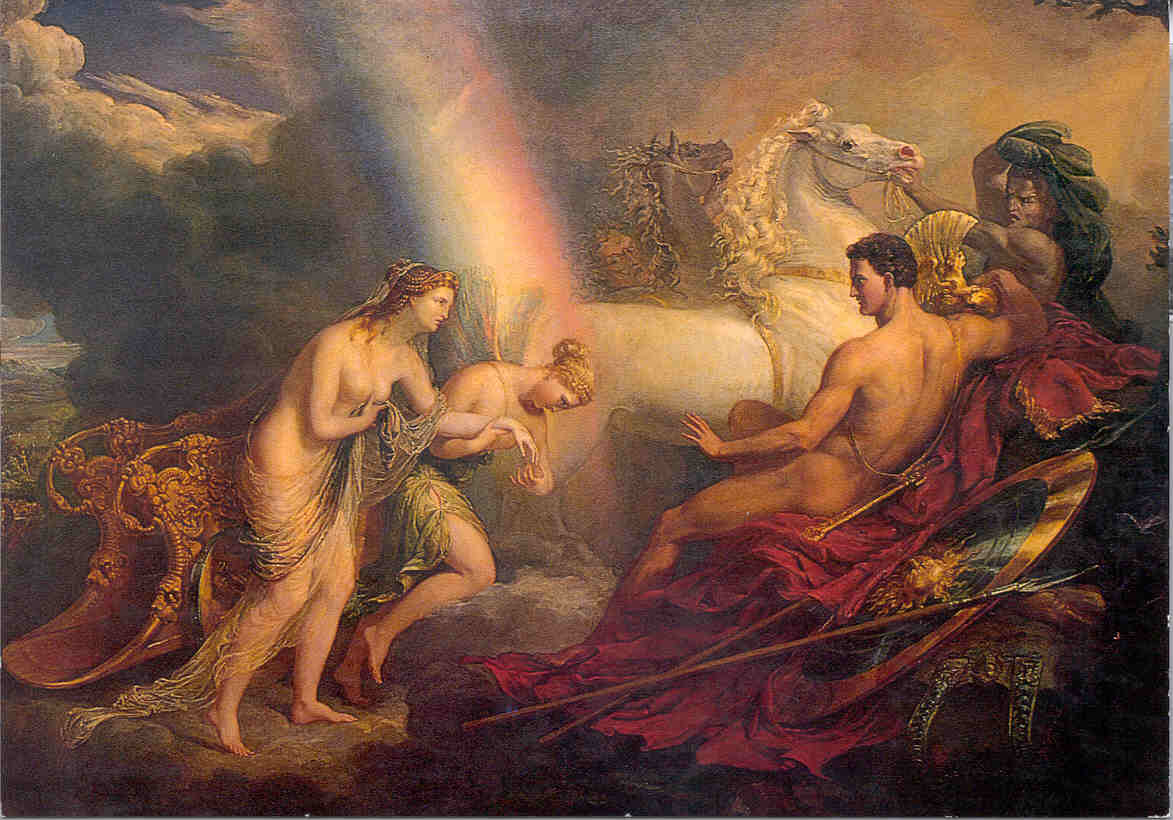
Venus supported by Iris, complaining to Mars című festmény George Haytertől
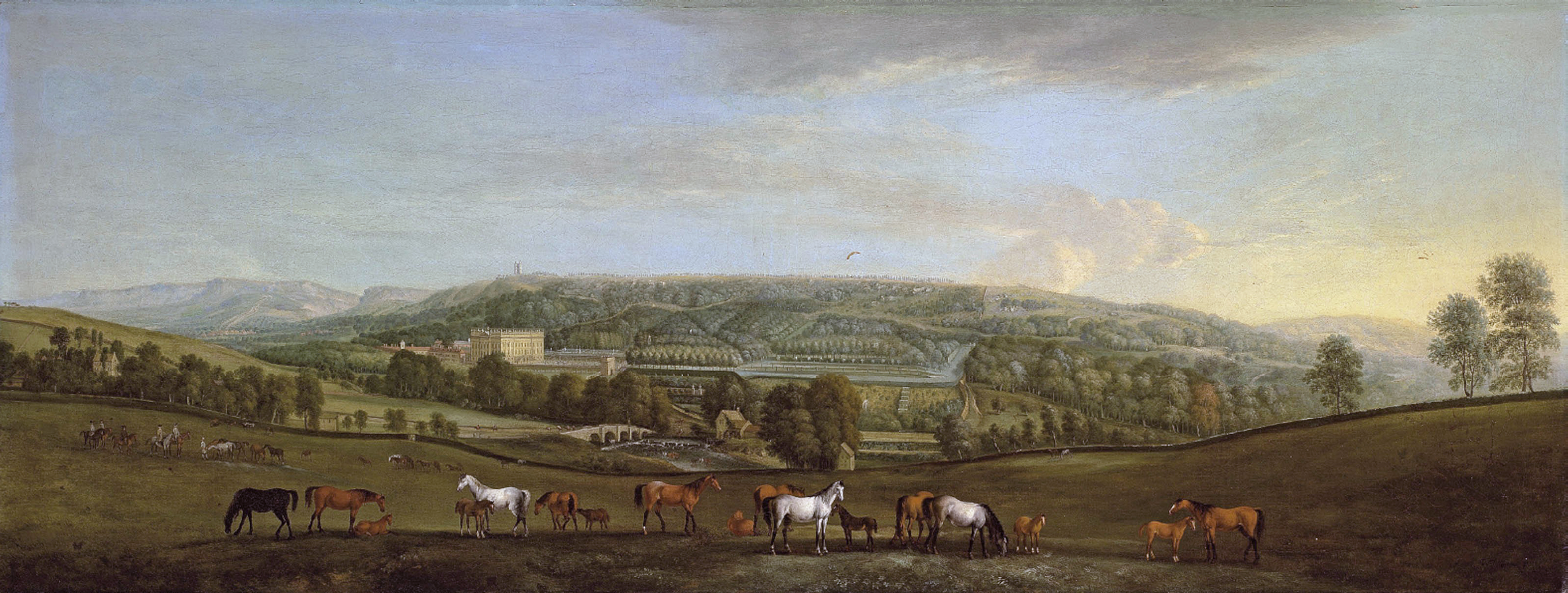
Chatsworth parkjainak kora 18. századi ábrázolása
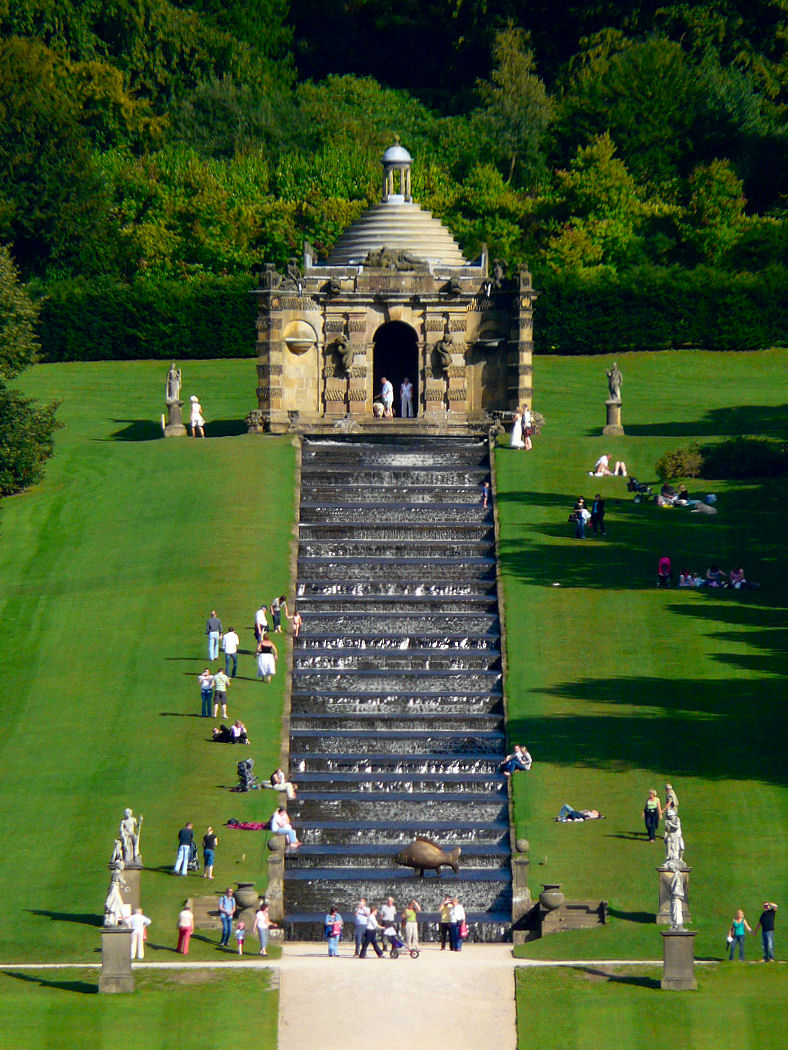
A Cascade
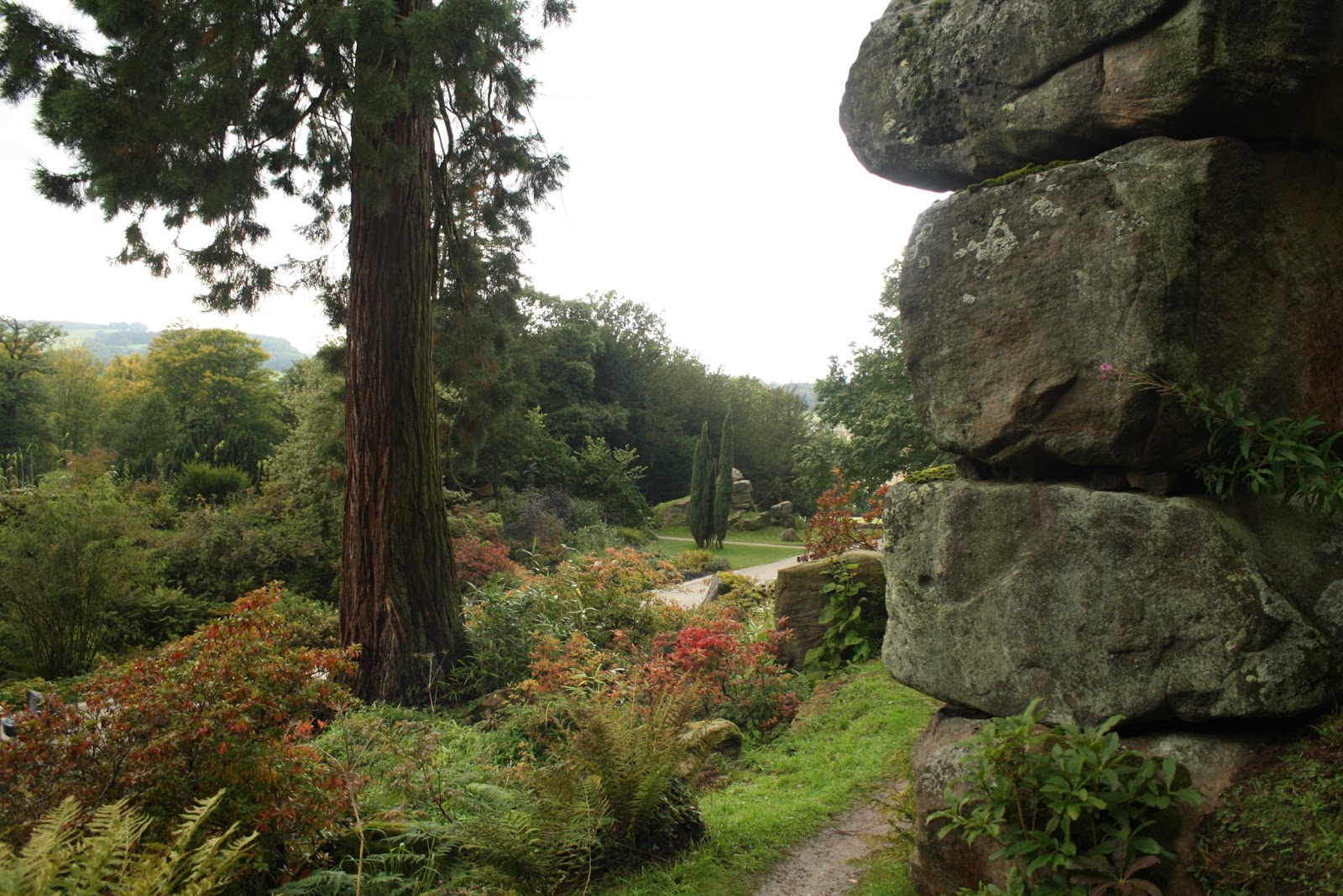
A sziklakert
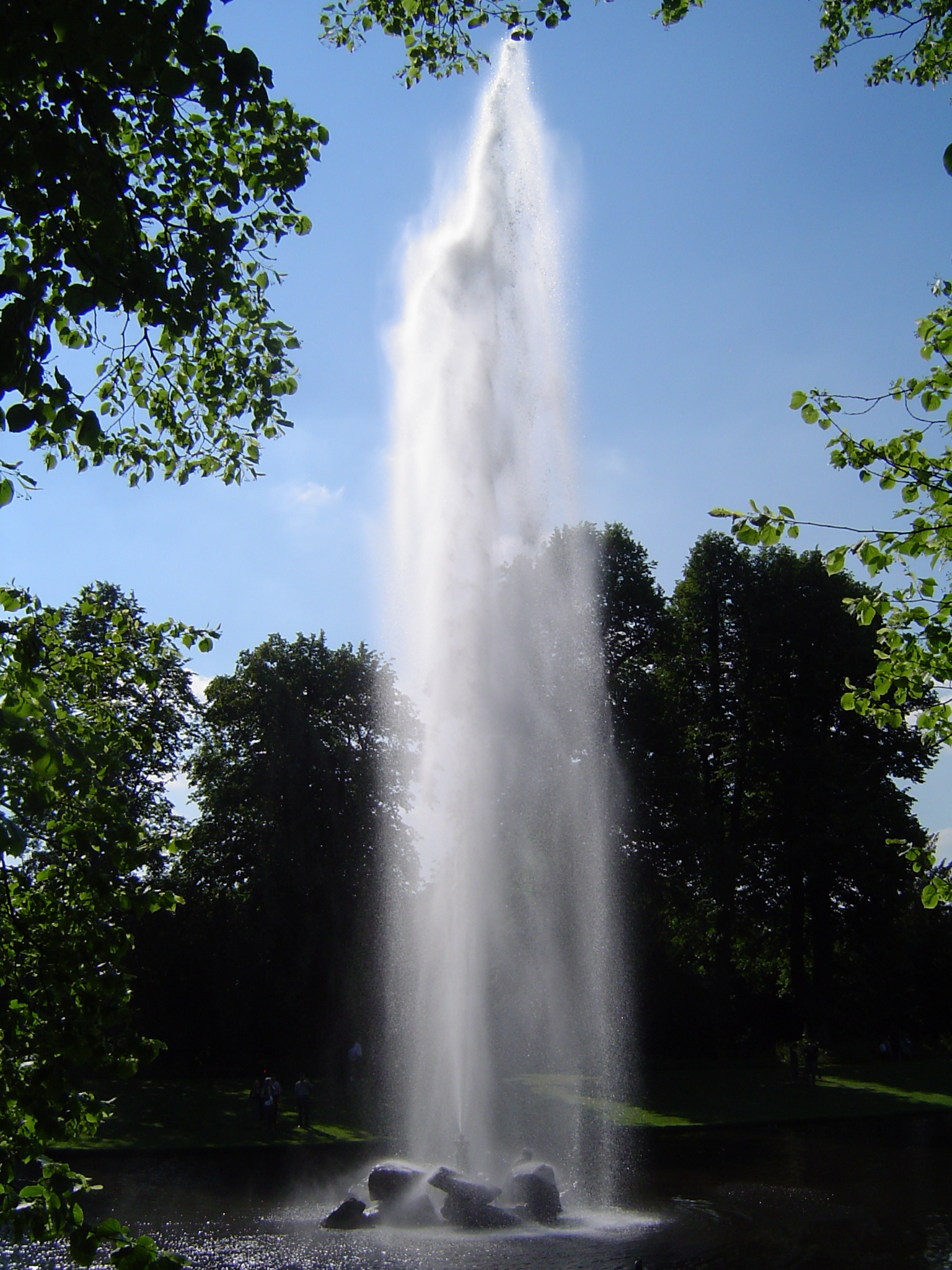
Az Emperor szökőkút
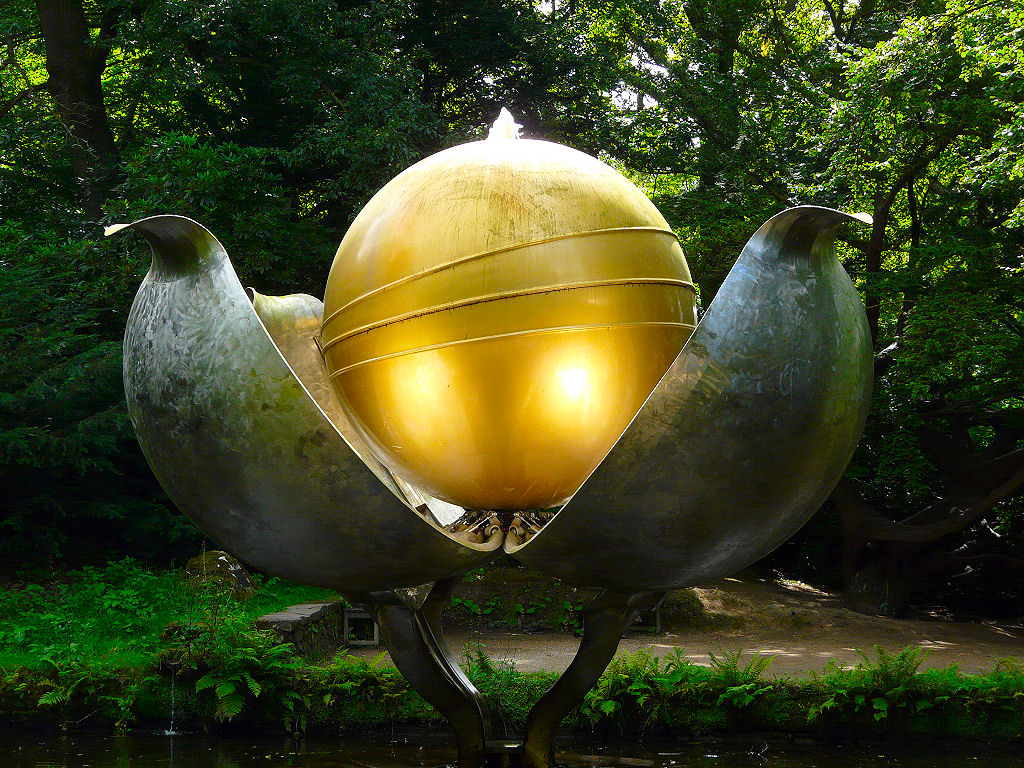
Angela Conner egyik szobra, Chatsworthben található
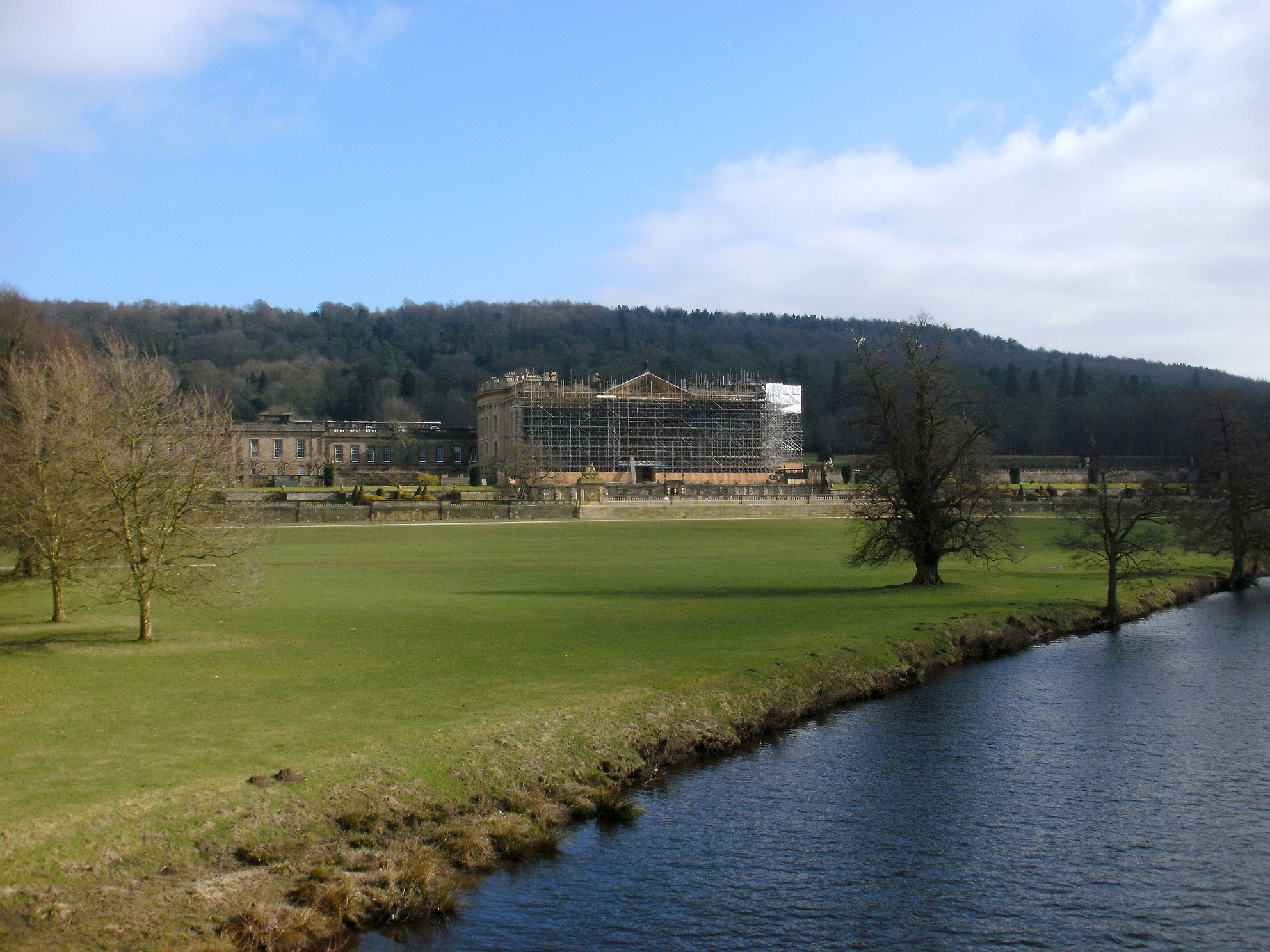
Chatsworth 2011-es felújítása